# Hoorn vasútállomás
Hoorn vasútállomás vasútállomás Hollandiában, Hoorn községben,  településen.

## Vasútvonalak
Az állomást az alábbi vasútvonalak érintik:
- Zaandam–Enkhuizen-vasútvonal
- Heerhugowaard–Hoorn-vasútvonal

## Kapcsolódó állomások
A vasútállomáshoz az alábbi állomások vannak a legközelebb:
- Obdam vasútállomás (Alkmaar vasútállomás, Heerhugowaard–Hoorn-vasútvonal)
- Hoorn Kersenboogerd vasútállomás (Enkhuizen vasútállomás, Zaandam–Enkhuizen-vasútvonal)
- Purmerend Overwhere vasútállomás (Zaandam vasútállomás, Zaandam–Enkhuizen-vasútvonal)